# Динамо (стадіон, Мінськ)
Стадіон «Динамо» (біл. Дынама) — футбольний стадіон у місті Мінськ, найбільша спортивна арена Білорусі. На стадіоні проводить свої домашні матчі збірна Білорусі з футболу, а також деякі білоруські футбольні клуби в рамках міжнародних турнірів.